# Raúl Pino
Raúl Mariano Pino Terán (Curicó, 17 de octubre de 1925-30 de julio de 2002) fue un futbolista y entrenador chileno, que dirigió en el fútbol de Chile y Bolivia.

## Trayectoria
Como futbolista integró las cadetes del club Universidad de Chile, sin embargo dejó el fútbol a los 19 años debido a una rotura en el tendón de Aquiles.
De ahí en más comenzó su carrera de entrenador, partió dirigiendo las divisiones inferiores de la «U» como ayudante de campo.
Su primer equipo como entrenador fue Green Cross donde consiguió el título de Segunda División logrando así ascender a la máxima categoría del balompié nacional.
En 1964 es contratado por Trasandino de Los Andes.
Luego pasó a Magallanes y es aquí donde nace el apodo de Mago.
Posteriormente dirigió a Deportes Unión La Calera, Coquimbo Unido y Everton de Viña del Mar.
Hasta que en 1971 es contratado para dirigir a la Selección de fútbol de Chile, teniendo un rendimiento regular.
Desde 1972 a 1973 dirige el Colchagua Club de Deportes.
En 1973 pasa a Naval de Talcahuano y en 1974 a Deportes Antofagasta.
En 1975 emigra al fútbol boliviano, donde es contratado por el club Jorge Wilstermann de Cochabamba, donde consiguió los campeonatos de la Asociación de Fútbol Cochabamba en 1975 y 1976.
En 1977 vuelve a Deportes Antofagasta, pero en 1980 retorna al Jorge  Wilstermann teniendo en sus filas al mundialista jugador brasileño Jairzinho y logrando el bicampeonato nacional en las temporadas de 1980 y 1981 clasificando a semifinales de Copa Libertadores 1981, siendo además el primer equipo boliviano en lograrlo.
En 1983 es contratado por el dirigente Roberto Tito Paz del Blooming de Santa Cruz de la Sierra, consiguiendo ser campeón nacional en 1984.
En 1985 asumió la dirección técnica de la Selección de fútbol de Bolivia en las eliminatorias debido a la renuncia del estratega Ramiro Blacut. Su logró más extraordinario fue el empate 1:1 ante Brasil en el Estadio Morumbi de São Paulo con gol de Juan Carlos Sánchez.
En 1987 en Oriente Petrolero al que ubica subcampeón de la Liga del Fútbol Profesional Boliviano.
En 1988 dirigió a Destroyers y 1989 al Always Ready donde fue subcampeón de la Copa Simón Bolívar.
En 1991 en Club San José de Oruro, siendo el primer entrenador en clasificarlo subcampeón en la Liga del Fútbol Profesional Boliviano en 1991 y 1992 y a Copa Libertadores.
En 1993 Club Real Santa Cruz campeón de la Copa Simón Bolívar.
El último club en dirigir fue a la Universidad Cruceña, siendo subcampeón de la Asociación Cruceña de Fútbol en 1996 y 1997.
Radicado en Santa Cruz de la Sierra fundó la Escuela de Entrenadores de la Liga del Fútbol Profesional Boliviano en 1999. Así mismo ingresó al periodismo y fue comentarista de una emisora boliviana, donde expresaba su criterio técnico sobre los partidos del campeonato local.
Falleció el 30 de julio de 2002.

## Clubes
| Club                 | País    | Año       |
| -------------------- | ------- | --------- |
| Trasandino           | Chile   | 1963      |
| Deportes Temuco      | Chile   | 1964      |
| Trasandino           | Chile   | 1964      |
| Magallanes           | Chile   | 1965      |
| Unión La Calera      | Chile   | 1966      |
| Coquimbo Unido       | Chile   | 1967-1968 |
| Everton              | Chile   | 1969-1971 |
| Selección            | Chile   | 1971-1972 |
| Naval de Talcahuano  | Chile   | 1973      |
| Deportes Antofagasta | 1974    |           |
| Jorge Wilstermann    | Bolivia | 1975-1976 |
| Deportes Antofagasta | Chile   | 1977      |
| Jorge Wilstermann    | Bolivia | 1980-1982 |
| Club Blooming        | Bolivia | 1983-1985 |
| Selección            | Bolivia | 1985      |
| Jorge Wilstermann    | Bolivia | 1986      |
| Oriente Petrolero    | Bolivia | 1987      |
| Club Destroyers      | Bolivia | 1988      |
| Club Always Ready    | Bolivia | 1989      |
| Club Blooming        | Bolivia | 1990      |
| Club San José        | Bolivia | 1991-1992 |
| Club Real Santa Cruz | Bolivia | 1993-1994 |
| Universidad Cruceña  | Bolivia | 1995-1998 |

## Palmarés

### Títulos regionales
| Título                  | Club              | País    | Año  |
| ----------------------- | ----------------- | ------- | ---- |
| Campeonato Cochabambino | Jorge Wilstermann | Bolivia | 1975 |
| Campeonato Cochabambino | Jorge Wilstermann | Bolivia | 1976 |

### Títulos nacionales
| Título             | Club              | País    | Año  |
| ------------------ | ----------------- | ------- | ---- |
| Segunda División   | Green Cross       | Chile   | 1963 |
| Primera División   | Jorge Wilstermann | Bolivia | 1980 |
| Primera División   | Jorge Wilstermann | Bolivia | 1981 |
| Primera División   | Blooming          | Bolivia | 1984 |
| Copa Simón Bolívar | Real Santa Cruz   | Bolivia | 1993 |